# Самедоглу, Юсиф
Юсиф Самедоглу (азерб. Yusif Səmədoğlu; настоящая фамилия Векилов; 25 декабря 1935, Баку, Азербайджанская ССР — 17 августа 1998, Баку, Азербайджан) — азербайджанский и советский прозаик, сценарист, редактор. Общественно-политический деятель, историк, педагог. Член Союза писателей Азербайджана (с 1958). Народный писатель Азербайджана (1998), заслуженный деятель искусств Азербайджанской ССР (1979), депутат Совета Национальностей Верховного Совета Азербайджана (1990—1995).

## Биография

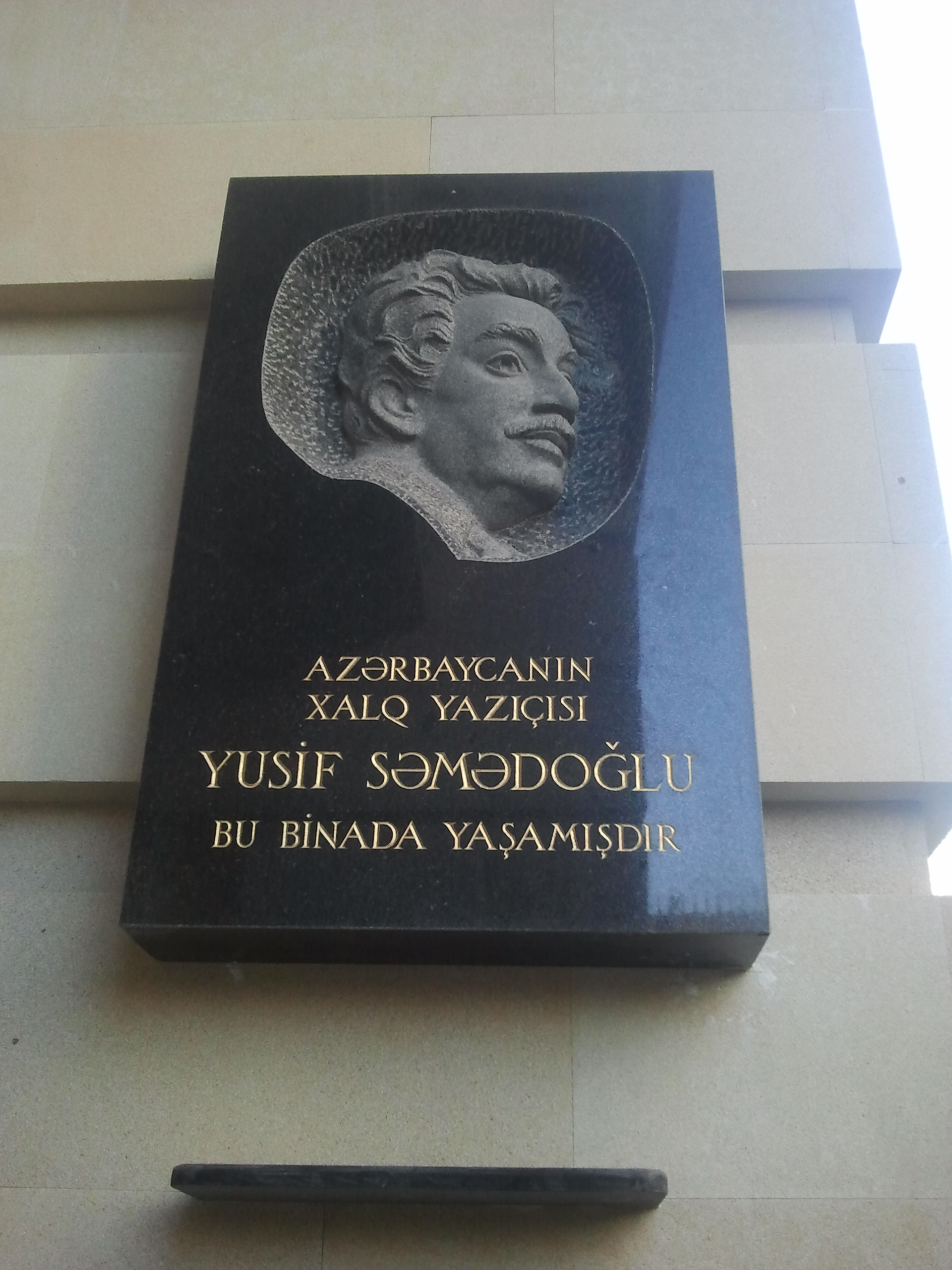
Мемориальная доска Юсифа Самедоглу в Баку

Родился в семье первого народного поэта Азербайджанской ССР Самеда Вургуна. Брат народного поэта Азербайджана Вагифа Самедоглу.
Окончил Литературный институт им. М. Горького в Москве. В 1957—1958 года обучался на филологическом факультете Бакинского государственного университета.
Работал в редакции журнала «Azərbaycan» («Азербайджан»), в 1960—1965 годах руководил отделом литературной работы журнала. Позже возглавлял журналы «Улдуз», «Азербайджан», работал сценаристом на киностудии «Азербайджанфильм», член сценарной редколлегии студии (1965—1969).
Автор ряда сценариев известных азербайджанских художественных и документальных фильмов:
1. «Семеро сыновей моих»,
2. «День казни» (1990),
3. «Попутный ветер»,
4. Axırıncı maqın sonu (документальный, 1974)
5. Azərbaycan SSR (документальный, 1971)
6. Böyük tamaşa (1974)
7. Cəlil Məmmədquluzadə (документальный, 1966)
8. Çiçək yağışı (документальный, 1971)
9. Dostluq məşəli (film, 1965)
10. Səməd Vurğun (документальный, 1966)
11. Foto «Fantaziya» (1970)
12. Göllərin tacı (документальный, 1966)
13. Monrealda Azərbaycan günü (документальный, 1967)
14. Polşada Azərbaycan günləri (документальный, 1970)
15. Səmt küləyi (1973)

Автор романов «День казни», «Галактика», «Комната № 220»,  «Сказанное сбылось» (незакончен).

## Память
- Похоронен на Аллее почётного захоронения в Баку.
- Установлена мемориальная доска в Баку.